# Witch (Buffy the Vampire Slayer)
Witch es el tercer episodio de la primera temporada de la serie de televisión Buffy the Vampire Slayer. El título del episodio es traducido al castellano literalmente como (Bruja) tanto en España como en Latinoamérica, aunque en algunas ocasiones varía dependiendo del uso de los pronombres, siendo a veces conocido como La Bruja. Este episodio es el primero de toda la temporada en no ser canónico después del episodio piloto. Escrito por Dana Reston y dirigido por Stephen Cragg; el episodio narra cómo Buffy en sus intentos por ser una porrista (animadora) queda envuelta en una serie de sabotajes sobrenaturales por parte de una misteriosa bruja que parece ser que quiere convertirse en porrista a como dé lugar.

## Argumento
En Sunnydale comienzan las pruebas para escoger al nuevo equipo de animadoras y Buffy (Sarah Michelle Gellar) quiere entrar en él, aunque Giles (Anthony Head) parece molesto por la idea. Durante el concurso ocurre algo extraño: a Amber, una de las mejores candidatas, se le incendian las manos. Por suerte Buffy logra apagar el fuego. Al día siguiente, durante la prueba en grupo, Amy (Elizabeth Anne Allen), una amiga de Willow (Alyson Hannigan), tropieza accidentalmente con Cordelia (Charisma Carpenter), tirándola al suelo. Esta, enojada, amenaza a Amy en los vestuarios.
Al publicarse los resultados, Buffy y Amy ven que no pasaron las pruebas: Buffy queda como primera sustituta y Amy como tercera. A esta le sienta muy mal la noticia: su madre fue la mejor animadora durante su época de instituto.
Al día siguiente Cordelia, tiene una prueba en el examen de conducir. Se siente indispuesta, pierde la visión y estrella el coche. Al salir del auto casi la atropella un camión, pero Buffy la salva. Cordelia se ha quedado ciega.
En la biblioteca, la pandilla piensa que quizá Amy haya estado lanzando hechizos contra las animadoras. En la clase de biología Buffy, Xander (Nicholas Brendon) y Willow hacen un experimento para averiguar si Amy es una bruja, dando resultado positivo. Sin embargo, algo le ocurre a una de las animadoras: no tiene boca. Amy parece asustarse tanto como los demás.
Un bruja desconocida aparece preparando un hechizo para Buffy, de forma que esta parezca estar ebria. En los entrenamientos, Buffy lanza con mucha fuerza a una de las animadoras haciéndole daño, por lo que es expulsada del equipo, entrando Amy en su lugar. Giles, al advertir el hechizo que sufre Buffy, advierte que si no se revierte esta morirá en poco tiempo.
Giles y Buffy van a casa de Amy para buscar el libro de hechizos. Allí se encuentran con la madre de esta, Catherine (Robin Riker), que parece asustada de su propia hija. Buffy advierte que la verdadera Amy está en el cuerpo de Catherine: al parecer esta intercambió el cuerpo con su hija para revivir sus años de gloria como animadora. Giles se hace con el libro de hechizos y regresa al instituto.
Allí prepara el contra-hechizo, mientras Willow y Xander vigilan a Amy en las gradas mientras esta hace su número con las animadoras en el partido de baloncesto del instituto. Amy advierte lo que ocurre y corre al laboratorio de ciencias. Willow y Xander tratan de detenerla pero huye a pesar de todo. Amy rompe la puerta con un hacha y consigue entrar al laboratorio. Se dirige hacia Buffy con el hacha dispuesta a matarla cuando Giles logra terminar el hechizo, regresando la verdadera Amy a su cuerpo.
Buffy, recuperada, se levanta de la mesa. Catherine golpea a Giles y lanza un hechizo para acabar con Buffy, pero éste interpone un espejo y el hechizo se vuelve contra Catherine.
Al día siguiente todo vuelve a la normalidad. Buffy y Amy comentan que no saben qué fue lo que le sucedió a Catherine, pero están tranquilas porque el hechizo que esta lanzó a Buffy era para que nunca más volviera a molestarla. Finalmente se ve a Catherine atrapada en el trofeo de animadoras del instituto.

## Reparto
- Sarah Michelle Gellar como Buffy Summers.
- Nicholas Brendon como Xander Harris.
- Alyson Hannigan como Willow Rosenberg.
- Charisma Carpenter como Cordelia Chase.
- Anthony Stewart Head como Rupert Giles.

### Reparto De Estrellas Invitadas
- Kristine Sutherland como Joyce Summers.
- Elizabeth Anne Allen como Amy Madison.
- Robin Riker como Catherine Madison.

### Co-Reparto
- Jim Doughan como Sr. Pole
- Nicole Prescott como Lishanne.
- Amanda Wilmshurst como Joy.
- William Monaghan como Dr. Gregory.

## Doblaje

### México
- Buffy: Yanely Sandoval
- Rupert Giles: Carlos Becerril
- Xander: Rafael Quijano
- Willow: Azucena Martínez
- Cordelia: Clemencia Larumbe

### Voces Adicionales
- Miguel Reza
- Gaby Ugarte
- Luis Daniel Ramírez
- Isabel Martiñon
- Erica Edwards
- Cristina Hernández